# Драґач
Драґач (пол. Dragacz, нім. Dragaß) — село в Польщі, у гміні Драгач Свецького повіту Куявсько-Поморського воєводства.
Населення — 652 особи (2011).
У 1975-1998 роках село належало до Бидгощського воєводства.

## Демографія
Демографічна структура станом на 31 березня 2011 року:
|          | Загалом | Допрацездатний вік | Працездатний вік | Постпрацездатний вік |
| -------- | ------- | ------------------ | ---------------- | -------------------- |
| Чоловіки | 322     | 74                 | 218              | 30                   |
| Жінки    | 330     | 62                 | 200              | 68                   |
| Разом    | 652     | 136                | 418              | 98                   |